# Jacques Jouet
Jacques Jouet (ur. 9 października 1947 w Viry-Châtillon) – francuski pisarz (eseista, poeta, dramaturg) i artysta (kolaż).
Od roku 1983 jest członkiem OuLiPo (Warsztatu Literatury Potencjalnej), założonego przez matematyka François Le Lionnais i pisarza Raymonda Queneau.
Regularnie uczestniczy w programach rozgłośni France Culture.

## Dzieła (wybór)

### Powieści / Poezja
- Le Directeur du Musée des cadeaux des chefs d'État de l'étranger
- Navet, linge, œil-de-vieux
- Fins
- Poèmes de métro
- Annette et l’Etna
- Les Bancs d’Excideuil
- Une réunion pour le nettoiement
- La République de Mek-Ouyes
- Poèmes avec partenaires
- Mon bel autocar
- Actes de la machine ronde
- Jules et autres républiques
- Cantates de proximités : scènes et portraits de groupes
- L’Amour comme on l’apprend à l’école hôtelière
- Mek-Ouyes amoureux
- Une mauvaise maire
- Trois pontes
- MRM (prix Max-Jacob(inne języki) 2009)
- Bodo
- L’Histoire poèmes
- Agatha de Mek-Ouyes : La vengeance d’Agatha – Les mariages d’Agath-Ouyes – Agatha de Paris
- Agatha de Beyrouth (ilustracje: Zeina Abirached)
- Un dernier mensonge
- À supposer... Éditions Nous, 2007 ISBN 978-2-913549-23-3
- Boilly en trompe-l’œil, Éditions Invenit, 2011.
- Le Cocommuniste, P.O.L., 2014 ISBN 978-2-8180-1999-3
- Du jour, P.O.L., 2014 ISBN 978-2-8180-1973-3

### Prace zbiorowe
- Wiele tomów z La Bibliothèque oulipienne, Seghers i Le Castor Astral
- Les Papous dans la tête, l'anthologie, pod dyr. Bertrand Jérôme(inne języki) i Françoise Treussard(inne języki), Gallimard/France Culture, 2007
- Le Dictionnaire des Papous dans la tête, pod dyr. Françoise Treussard(inne języki), Gallimard/France Culture, 2007

### Teatr
- Vanghel : Théâtre IV
- Mitterrand et Sankara, 2005
- La République de Mek Ouyes, 2006
- L'Amour au travail
- La Chatte bottée
- Annette entre deux pays
- Comment va le monde en un lieu X et un temps Z ?

### Książki artysty
- Rendez-vous dans ma rue, Passage Piétons, 2001
- Un énorme exercice, z Tito Honegger(inne języki), éd. art&fiction, 2008
- Paresse, z Tito Honegger, in « Mode de vie », éd. art&fiction, 2010
- Montagneaux, z Tito Honegger, éd. art&fiction, Lausanne, 2012
- Portraits mosnériens, z Ricardo Mosner(inne języki), éditions Virgile

### po polsku
- Mój piękny autobus, Powieść (Mon bel autocar), Przeł. Jacek Giszczak, Wydawnictwo Lokator, 2013 ISBN 978-83-63056-05-6
- Dzikus, Wydawnictwo Lokator, 2014